# Вайнштейн, Йехуда
Йехуда Вайнштейн (ивр. יהודה וינשטיין‎; род. 19 апреля 1944, Тель-Авив) — израильский юрист. Юридический советник правительства Израиля с 2010 по 2016 год.

## Биография
Йехуда Вайнштейн родился в 1944 году, в Тель-Авиве в подмандатной Палестине. В юности занимался спортом и даже был чемпионом Израиля по боксу среди юниоров. После прохождения армейской службы в Цанханим Вайнштейн поступает в Тель-Авивский университет на юридический факультет. Академическую степень магистра получает в Бар-Иланском университете. Вайнштейн начинает карьеру в Государственной прокуратуре, а в 1979 году открывает собственную адвокатскую контору, специализируясь на «беловоротничковой» защите. Среди клиентов Вайнштейна были Биньямин Нетанияху, Арье Дери, Эзер Вейцман, Эхуд Ольмерт и другие представители политической элиты Израиля. Вайнштейн представлял интересы Олега Дерипаски в деле против Михаила Чёрного.
Уже в 2004 году Вайнштейн был одним из кандидатов на пост юридического советника правительства, но назначение получил Мени Мазуз. После отставки последнего в 2010 году, правительство Израиля утверждает Вайнштейна на пост юридического советника. После своего назначения Вайнштейн передал министру юстиции список всех своих высокопоставленных клиентов, чтобы избежать обвинений в конфликте интересов.
Вайнштейн женат, имеет троих детей, проживает в Герцлии.